# Tineo
Tineo (en asturiano: Tinéu) es un concejo de la comunidad autónoma del Principado de Asturias, en el norte de España; también es una parroquia y una villa de dicho concejo. El concejo de sitúa en el occidente de Asturias; está dividido en 44 parroquias que comprenden un total de 340 núcleos de población, aunque la gran mayoría no supera los 80 habitantes. La población total del concejo es de 8769 habitantes a 1 de enero de 2024. La villa de Tineo, a 652 m de altitud y con 3515 habitantes, es la capital administrativa del concejo.
El territorio de Tineo tiene una superficie de 540,83 km² y una densidad de población de 16,21 hab/km², siendo el segundo concejo más grande del Principado de Asturias y uno de los de más baja densidad de población. Linda con los concejos de Valdés al norte, Cangas del Narcea al sur, al oeste con Villayón y Allande/Ayande, y al este con Salas, Belmonte de Miranda/Balmonte y Somiedo.
El concejo de Tineo es uno de los mayores productores de leche del Principado de Asturias, con un amplio sector agrario. Cuenta con varias celebraciones destacadas, como las fiestas de San Roque, San Pedro, la feria del Chosco, la Feria de Muestras de Tineo o ferias ganaderas como la de San José.

## Toponimia
El topónimo Tineo, como Tinegio, aparece en el diploma otorgado por el rey Alfonso III de Asturias en la consagración de la catedral de Santiago de Compostela en el año 899, como un commisso o mandación:

Item in territorio asturiense in commisso de Tinegio...

Según Juan Uría Ríu y Xosé Lluis García Arias, Tineo proviene del nombre personal Tinaius. García Arias hace mención a Tineius Longus, un prefecto de caballería que dedicó un altar al dios Anociticus en la fortificación romana de Condercum (Benwell, Newcastle upon Tyne) del muro de Adriano. Este acuartelamiento fue ocupado por el ala I de los astures, una unidad de tropas auxiliares de caballería del ejército romano.
Según E. Bascuas, en su obra Hidronimia y léxico de origen paleoeuropeo en Galicia, este topónimo estaría formado a partir de la base paleoeuropea *tin-, derivada de la raíz hidronímica indoeuropea *tā- "derretirse, fluir".
Desde octubre de 2017 el topónimo oficial es Tinéu, en lengua asturiana.

## Geografía
El concejo de Tineo se ubica en el extremo septentrional de la península ibérica, en el occidente del Principado de Asturias. Se extiende por una superficie de 540,83 km², siendo el segundo concejo con más extensión del Principado de Asturias después de Cangas del Narcea. Una gran parte de este territorio (85 %) se ubica por encima de los 400 m. La mayor parte del concejo se encuentra en el tramo entre 400 y 800 m, y representa un 34 % de la extensión total. Este tipo de territorio, con una altitud media elevada y unas pendientes tan fuertes, supone un fuerte condicionante de la actividad agrícola y ganadera. Estos desniveles configuran un territorio típicamente de montaña, con las limitaciones y fragilidad de este tipo de territorios pero también con la riqueza paisajística, ecológica y cultural propias de las zonas de montaña. Con estas condiciones los eriales de pasto, las praderas naturales, los bosques y el matorral ocupan la mayor parte de la superficie del municipio, representando las tierras de cultivo sólo un 5,09% del total.
El concejo de Tineo se encuentra en un enclave prelitoral; los valles y sierras prelitorales de Asturias albergan la mayor parte de la población y de la actividad económica, por lo que constituyen la parte del territorio que manifiesta una mayor humanización del paisaje. Sin embargo, la presencia de fuertes relieves hace que existan numerosas áreas que aún conservan en gran medida sus características naturales originales; la zona prelitoral occidental, en la que se sitúa Tineo, se caracteriza por la profundidad de los valles, con poblados bosques que constituyen en ocasiones ejemplos muy notables de lo que debió ser la cubierta vegetal de la mayor parte de la región. Donde el paisaje ha sufrido un grado más intenso de modificación persisten setos, pequeños bosquetes y riberas.
Geológicamente hablando, Tineo se enmarca dentro del periodo siluriano, con abundancia de pizarras y cuarcitas. También se puede observar una presencia importante de calizas, siendo estas utilizadas para la construcción y para rectificar las tierras de labor. Por la zona del embalse de La Barca, se han encontrado restos volcánicos (caldera de Puente Tuña y Arroyo Farallón).
Las formas de su relieve son el resultado de la erosión efectuada por los cursos fluviales sobre la morfología heredada del neógeno. De este modo, la erosión fluvial es la responsable del relieve, quedando encajados los ríos en las partes más bajas.
| Noroeste: Concejo de Villayón                           | Norte: Concejo de Valdés          | Noreste: Concejo de Salas                       |
| Oeste: Concejo de Pola de Allande                       |                                   | Este: Concejo de Belmonte de Miranda y de Salas |
| Suroeste Concejo de Pola de Allande y Cangas del Narcea | Sur: Concejo de Cangas del Narcea | Sureste: Concejo de Somiedo                     |

El concejo tinetense, es accidentado predominando la media y la alta montaña, Sus accidentes geográficos más destacados son los siguientes:
- Norte: Por el norte y lindando con Valdés, se encuentran el pico de Capiella Martín, el Estoupo y el Bustellan, con alturas que rondan los 1000 metros.
- Sur: En los límites con Cangas del Narcea están las alturas de El Presón, el Malato y la Peña Mayor, teniendo unas elevaciones en torno a los 1400 metros.
- Este: En el borde con Somiedo y Belmonte de Miranda se localizan picos como los de La Fana, Gamonalín y La Cabra, que junto con los anteriormente expuestos van a configurar las cuencas de los ríos Genestaza y Tuña. Todavía en su parte meridional, pero algo más al centro se divisan elevaciones como El Brañasín, la loma de Mouro y el alto de Armayán.
- Oeste: Por último y en su límite occidental se encuentran montañas como las de Buño, los Hospitales, el pico Quemado, el Mancebón o la Bobia, no llegando o teniendo altitudes en torno a los 1000 metros.
- Centro: Si a todo esto se unen las sierras interiores como las de Tineo-Grullomayor, las lomas de la Llama, la del Miño, las Cogollas o la Silva, se tiene representada la mayor parte de la topografía local.

### Hidrografía
En cuanto a su hidrografía, está dividido en dos cuencas: la del Esva, por el norte, y la del Narcea, por el sur.
La del Narcea atraviesa el concejo, entrando por Argancinas y saliendo por Calabazos recibiendo en su caminar las aguas de los ríos Arganza, Gera, Rodical, Farandón y Tuña. Sus aguas son aprovechadas para la producción eléctrica, teniendo el concejo dos centrales hidroeléctricas: la de La Barca y la de La Florida.
La del Esva recoge las aguas del Navelgas y el Bárcena, abandonando el concejo después de un recorrido de 40 km por Ese de Calleras.

### Clima
En cuanto a su clima, está considerado oceánico templado debido a su proximidad al mar cantábrico la mayor parte del concejo suele tener unas temperaturas suaves y templadas, raramente superando los 28 °C de máxima o que desciendan a mucho menos de 0 °C en invierno. Son comunes las nevadas en el invierno y rápidas tormentas de verano. También abundan las precipitaciones durante todo el año en la mayor parte del concejo. En las partes más elevadas del sur el clima es ligeramente más cálido y seco. En la sierra de Tineo y en el borde montañoso del occidente, se produce una transición hacia un clima más fresco, con un descenso térmico más acusado y presentándose un aumento de las precipitaciones.

## Naturaleza

### Flora
En la cubierta vegetal del occidente debieron predominar los distintos bosques oligótrofos
comunes en la región, principalmente carbayedas de Quercus robur, rebollares de Quercus
pyrenaica y en las riberas alisedas. Todos ellos se conservan en mayor o menor grado, sin
embargo, el uso del territorio ha propiciado la sustitución en muchas áreas. Se conservan
amplias superficies de bosques en la Cuenca del Esva aunque en muchos casos se trate de
fases juveniles del bosque en las que la especie dominante es el abedul (Betula pubescens
subsp. celtiberica).
En el resto del territorio los bosques suelen restringirse a los valles más encajados poco
adecuados al cultivo, y gran parte de las sierras aparecen ocupadas por matorrales de brezo y
piorno, cultivos agrarios y plantaciones forestales de pino y eucalipto.
La cubierta vegetal del Paisaje Protegido de las Cuenca del Esva ha sufrido intensamente las
numerosas repoblaciones de pino realizadas en las décadas de los años cincuenta y sesenta.
Fruto de las llamas, la antigua superficie repoblada aparece hoy ocupada por extensos
matorrales de brezo rojo (Erica australis subsp. aragonensis), comunidad característica de los
suelos silíceos más degradados del occidentes astur.
No obstante, son todavía numerosos los valles con masas bien conservadas de carbayeda
oligótrofa, que en los lugares más umbríos se acompañan frecuentemente de haya (Fagus
sylvatica). En el área septentrional del Paisaje Protegido, dentro ya del concejo de Valdés,
abundan castañedas muy envejecidas y escasamente explotadas, por lo que en su seno
pueden reconocerse las especies y comunidades características de las carbayedas, hacia las
que lentamente evolucionan.
Las masas de bosque más representativas son sin duda las alisedas. Salvo en las riberas más
alteradas de las vegas de Paredes y Brieves, el Esva conserva a lo largo de su curso algunas
de las riberas menos alteradas de la región. En ellas parecen helechos de ámbito tropical como
la píjara (Woodwardia radicans), especie catalogada como de interés especial.
Llama la atención el centenario roble Carbayón de Valentín, cuyas últimas dataciones sitúan su nacimiento en torno al 1160 y que fue declarado monumento natural en 1995, o la Fayona de Eiros, también declarada monumento natural pero ya desaparecida.

### Fauna
La degradación de los hábitats naturales en los valles y sierras de Asturias ha supuesto la
reducción de su capacidad de acogida para la fauna, provocando la desaparición de algunas especies que se han visto forzadas a trasladar su área de distribución a las zonas más montañosas de la Cordillera Cantábrica. Sin embargo, perviven nutridas poblaciones de especies como el corzo (Capreolus capreolus) o el jabalí (Sus scofra) y, en las montañas del Sueve, gamo (Dama dama). Tampoco son raras algunas de las rapaces diurnas legalmente protegidas, especialmente el azor (Accipiter gentilis) o el halcón peregrino (Falco peregrinus).
Entre las especies calificadas en el Plan de Ordenación de los Recursos Naturales de Asturias como singulares debe citarse al lobo (Canis lupus), al búho real (Bubo bubo) o al pico menor (Dendrocopos minor).
Los principales valores ambientales del Paisaje Protegido de la Cuenca del Esva se ciñen a las riberas y cauces fluviales y de igual modo ocurre con la fauna. Las riberas del Esva mantienen lo que probablemente constituya la más nutrida población de nutria (Lutra lutra) de los cauces asturianos. Este hecho da prueba de la enorme riqueza piscícola que albergan sus aguas, principalmente de trucha (Salmo trutta) y salmón (Salmo salar), pero también de anguila (Anguilla anguilla). El cauce del Esva presenta para todas ellas la ventaja de no disponer de presas significativas, aspecto fundamental en el caso de la anguila, especie para la que todavía no han desarrollado sistemas de escala equivalentes a los utilizados por el salmón.
Además de las especies características del medio fluvial, esta zona mantiene poblaciones de especies como el jabalí o el corzo. En las sierras altas del borde meridional no es rara la presencia del principal de los predadores: el lobo (Canis lupus), que puede alcanzar esta área desde los núcleos reproductores cercanos de Carondio y Valledor. El oso pardo, una especie en peligro de extinción, está presente en el concejo.

## Historia

### Prehistoria
Paleolítico
Ya desde tiempos prehistóricos el territorio de Tineo tuvo presencia humana entre los años 100 000 - 80 000 a. C., según vestigios encontrados en el dolmen de Baradal, un ídolo y hacha achelense. La etapa neolítica es la que más restos arqueológicos de importancia nos deja, como así lo demuestran diversos campos tumulares encontrados en la sierra de Cabra, la Curiscada, Bustellán, Fastias, Tamallanes, Bones, Campiello, el Baradal o Merillés.
Asentamientos Agrícolas
Pueden fecharse entre los 4000-2000 a. C. Dejaron rastros de su existencia, modos de vida y creencias como el ídolo de la fertilidad de las Panaciegas y enterramientos dolménicos en Baradal, Merillés y Folgueirúa.
Calcolítico y Edad de Bronce
Se conserva en el Museo Arqueológico de Asturias el llamado puñal de Tineo y en el Museo Británico se encuentra el hacha de Navelgas.
Asentamientos Castreños
Hacia el 900 a. C., se inician con la llegada de tribus indoeuropeas y la mezcla de razas, la cultura castreña ha dejado abundantes restos en topónimos y poblamientos, se tiene constancia de la aparición de al menos una quincena de asentamientos fortificados repartidos por todo el territorio, creyéndose que comenzaron a edificarse en el neolítico, siguieron durante la Edad del Bronce, llegando a alcanzar su máxima plenitud en la Edad del Hierro. Algunos de estos asentamientos son los de Riocastiello, el Fresno o La Barca, la tribu dominante es la de los Pésicos astures asentados entre el Nalón y Navia.

### Edad Antigua
Desde el 29 a. C. al 409 d. C. fue el periodo de dominio romano, una vez vencidos los Pésicos la colonización romana trajo consigo las primeras explotaciones de minerales, especialmente explotaciones auríferas, siendo de gran importancia las de Navelgas y Cerredo. También procede de esta época la primera calzada que atravesaba el concejo, así como diversos topónimos locales y diversas monedas, aras, lápidas, estelas y hasta la construcción de algún que otro acueducto.
La toponimia parece indicar la presencia de villas romanas como la de Semproniana que sería villa de Sempronio, en Tamallanes están los restos de una antigua mansión romana.

### Edad Media
Los Suevos
Desde el año 409 al 581, Los suevos anexionan el territorio de Tineo y el antiguo territorio Pésico al reino que recién fundado en Galicia, quedan pocos rastros de este periodo a pesar de que abarca 3 siglos, con la llegada de los Árabes a Asturias, Tineo y la Zona occidental queda bajo el dominio Árabe hasta la llegada del Reino Asturiano.
Acerca de la presencia visigoda en la zona, han aparecido unos tremises acuñados a nombre de los reyes Gundemaro (610-612) y Sisebuto (612-621).
Siglo VIII
Se creía que la primera noticia documental de Tineo procedía de la fundación del monasterio de Obona por el príncipe Adelgaster, hijo del rey Silo, en el año 780, pero se ha demostrado la falsedad de tal escritura, teniendo, no obstante el monasterio una antigüedad considerable, como así lo prueba su existencia en el siglo X.
Alfonso II derrota a los Árabes en las inmediaciones de Tineo, y fortifica la plaza del donde se situará el ayuntamiento (año 794).
Siglo IX
Tineo ostenta jurisdicción condal y judicial (año 899).
Según un documento del Monasterio de Corias, Bermudo I y su esposa fueron enterrados en una pequeña iglesia de Ciella, cercana a Brañalonga; posteriormente se trasladaron sus restos a Corias (aunque posiblemente se refiera a Bermudo II).
Siglo X
Durante los siglos XI y XII se conocía el territorio como "las Asturias de Tineo" (cum tota Tinegia Asturiis); (in tota illa terra de Tineio, uidelicet de Cabruniana usque in Lectaregos & usque in illa aqua de Nauia).
Fundación del monasterio de San Miguel de Bárcena, al que Alfonso V concede el derecho de montazgo (Año 937); A este siglo pertenecen varias donaciones efectuadas a poderes eclesiásticos, como las realizadas por Alfonso III y que incluía al monasterio de Santa María y el de Arganda, o las realizadas por el rey Fruela y que incluían varias iglesias, así como los monasterios de San Esteban de Sobrado, San Facundo y San Félix con todos sus territorios, al final de este siglo se inicia la ruta Jacobea que atraviesa Tineo.
Siglo XI
En 1010 se crea el primer señorío eclesiástico de Asturias por delegación regia al monasterio de San Miguel de Bárcena.
Alfonso VI conoce a Jimena Muñoz, teniendo dos hijas, Elvira Alfónsez y Teresa de León, llegando esta última a ser madre del primer rey de Portugal, Alfonso I. El conde Piniolo Jiménez funda el monasterio de monasterio de Corias, que bajo la regla de San Benito alcanzará renombre.
El Cid Campeador se casa con Jimena Díaz, hija del Diego Fernández
.
Se configura claramente el "Comisso de Tineggio", al frente del cual había condes, tenientes y gobernadores, apareciendo en el testamento de Petrus Alvariz y su esposa, la confirmación del padre y la madre del monarca portugués como "Imperantes Tineggio".
Siglo XII
En 1115, representantes tinetenses acuden a la junta de Oviedo convocada por el obispo Pelayo, a fin de que se neutralizasen las acciones malhechoras que se estaban dando por todo el territorio. En el año 1125 el conde Suero Bermúdez gobernaba todo el territorio desde la Cabruñana hasta el río Eo. En el año 1144, Urraca la Asturiana se convierte en reina de Pamplona por su matrimonio con García Ramírez de Pamplona. En el año 1178 el rey Fernando II dona al monasterio de San Vicente en Oviedo, su realengo de Tineo denominado Vallongo y Vega del Rey.
Siglo XIII
Es en el siglo XIII cuando tiene lugar la concesión de la carta Puebla a Tineo, que concede al monasterio de Obona el privilegio y el encargo de alojamiento exclusivo de los peregrinos jacobeos, por mediación del rey Alfonso IX, un enamorado de las tierras del concejo; También de dicho año pertenece la orden dictada por el rey mediante la cual se obligaba a quienes peregrinaban a Santiago de Compostela, el paso por Tineo, y más concretamente por delante del monasterio de Obona (Año 1222).
A partir de la segunda mitad del siglo XIII, está la figura del Merino Real cuya sede en este territorio parece estar en Tineo; constituía el órgano de apelación del occidente de Asturias (hasta el "honor de Suarón", lo que hoy son Los Oscos, Castropol...); este dependía a su vez del Merino o Adelantado de Asturias. En 1267 aparece como titular de este cargo Alvar Pérez de Cornás.
En 1277, tiene lugar en la localidad de La Espina, la firma de varias pueblas del centro-occidente, entre las que se encontraba Tineo, de una carta de hermandad en la que se comprometían en la defensa de los intereses comunes. En 1295 el rey Fernando IV de León y Castilla, gracias al apoyo recibido durante las revueltas, confirma los privilegios a varios concejos que lo apoyaron y entre los que se encontraba Tineo.
Siglo XIV y XV
El 15 de octubre de 1369 Enrique II de Castilla concede los terrenos de Cangas, Allande y Tineo al adelantado de León y Asturias Pedro Suárez de Quiñones, siendo devueltos dichos territorios a la corona nuevamente en tiempos de Enrique III de Castilla. Después de muchas peleas y ganas de apoderarse de los concejos de Cangas y Tineo, por parte del conde de Luna, Diego Fernández de Quiñones, el rey se los cede al caballero Francés Armagnac en recompensa por los servicios prestados, siendo estos restituidos ya definitivamente a la corona en el año 1533.
En el año 1462 Cédula de Enrique IV por la que manda restituir al Conde de Armeñaque las villas de Cangas y Tineo y da por nula la venta que había hecho a Don Juan Manuel.
En 1476 Autos de jurisdicción hechos en la Puebla de Tineo, uno por el juez del Conde de Armeñaque y otro por el del Conde de Luna.
En 1483 se recibe una carta de seguro de la Reina Católica para los procuradores de Cangas y Tineo que litigaban con el Conde de Luna.
En 1483 se otorga una Escritura por el Conde de Luna en que se compromete a dejar los debates y pleitos que seguía sobre las villas de Cangas, Tineo, Ribadesella y Llanes.
En 1490 Cédula de los Reyes Católicos en que prometieron guardar el asiento y capitulación que hicieron con Diego Hernández de Quiñones, por el cual este entregó a S. A. las villas de Cangas y Tineo (Diego Hernández de Quiñones murió al año siguiente, en 1491).
En 1494 Comisión a Fernando de la Vega, corregidor de Asturias, para que nombre merino "que sea buena persona", a petición del concejo de Tineo.

Escudo antiguo según el libro del clérigo don Tirso de Avilés (1517-1599)

### Edad Moderna
Siglo XVI
En el año 1518 el tinetense García Fernández da muerte a Barbarroja, recibiendo privilegio de armas y escudo.
En 1579, durante el proceso desamortizador emprendido por Felipe II, el coto de San Miguel de Bárcena pasó a manos de Diego García de Tineo, señor y mayorazgo de la Casa de Tineo.
Un poco más tarde, se integra en el concejo el antiguo coto señorial de Bárcena y 22 años después el concejo, gracias a la mediación del apoderado Diego García se consigue que este tenga voz y voto, estando en el asiento 35.
Siglo XVII

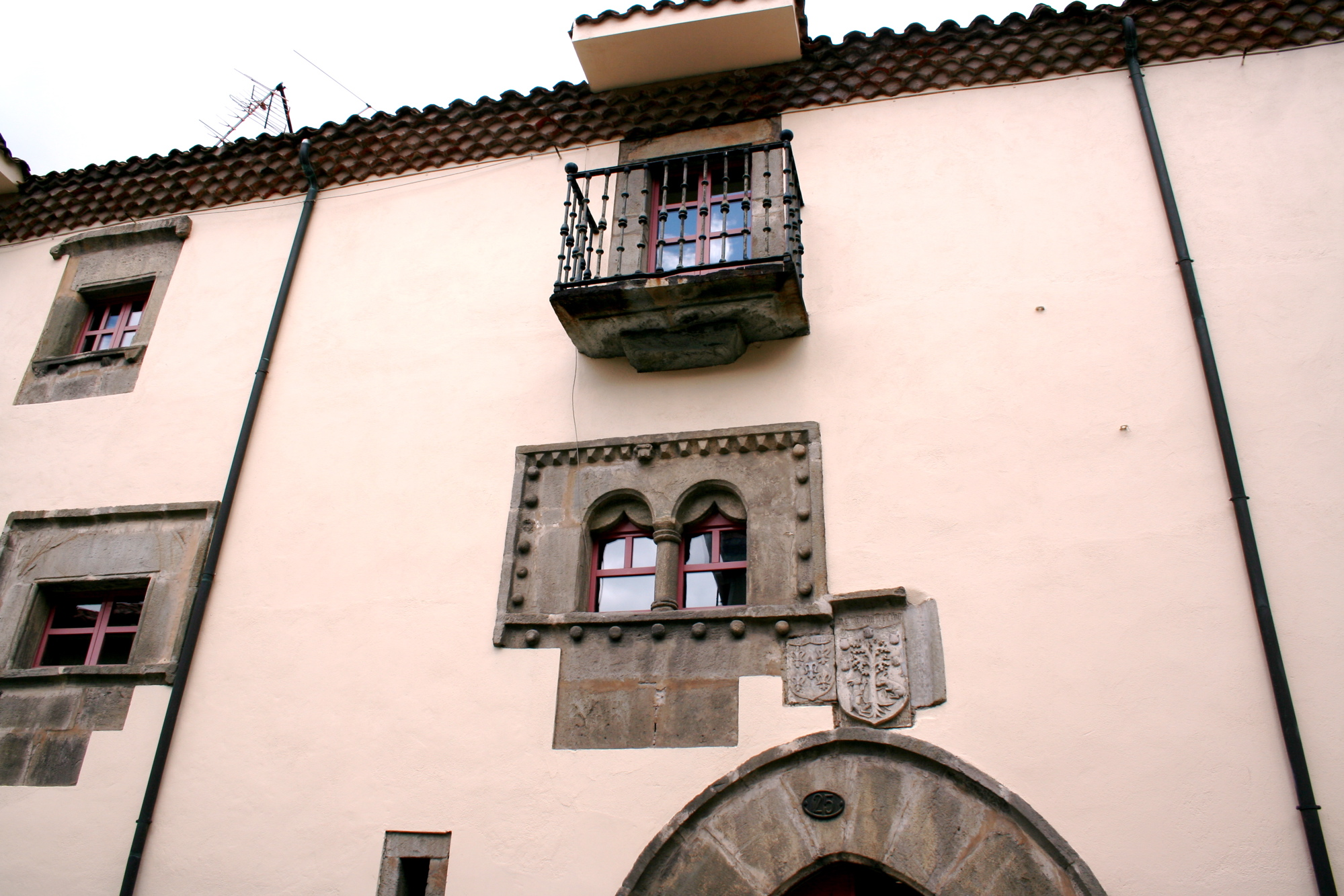
Palacio de los García

En año 1601 Tineo obtiene voz y voto en las Juntas Generales del Principado y Tineo se organiza administrativamente.
Siglo XVIII
En el año 1723 nace en Sorriba el conde de Campomanes, Pedro Rodríguez Campomanes.
En el año 1784 nace en Tuña Rafael del Riego Flórez, más conocido por el general Riego.

### Edad Contemporánea
Siglo XIX

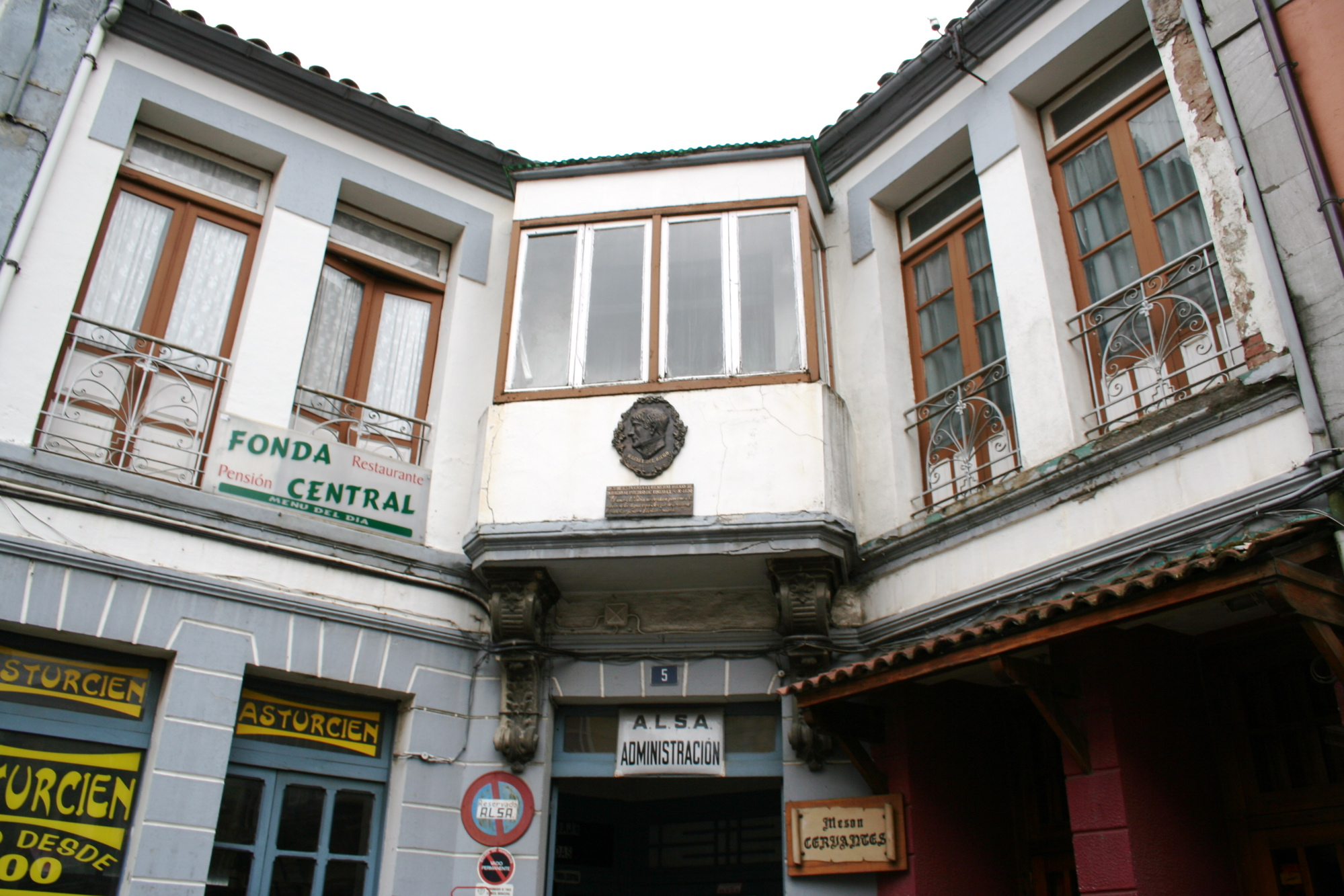
Parada del Alsa y balcón desde el que el general Rafael del Riego dirigió su célebre discurso el 4 de octubre de 1820

En 1823 muere el general Riego ahorcado,
El 7 de agosto de 1823, tropas francesas invadieron Tineo y acabaron con el Trienio Liberal iniciado por Riego.
Ya en el siglo XIX, tiene lugar la integración de los últimos cotos señoriales, con la incorporación en 1827 de los cotos de Obona, Sangodeño y Mirallo. En 1851 el tinetense Santiago Fernández Negrete es nombrado ministro de Comercio y sucesivamente de Gracia y Justicia.
Otros hechos importantes acaecidos durante esta centuria son las guerras de la Independencia, con presencia de tropas tinetenses en el frente contra la invasión francesa, y las distintas batallas Carlistas, también con diversos disturbios acaecidos en el concejo.
Siglo XX

En el año 1912 se derrumba el castillo de Tineo por acuerdo municipal. 

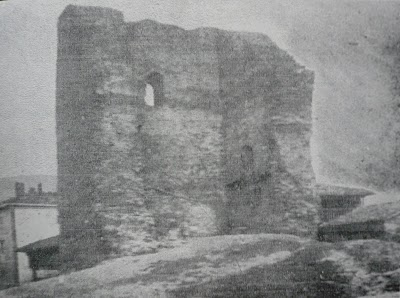
Antiguo castillo de Tineo derrumbado en 1912

Ya en el siglo XX, destacar la figura del primer alcalde de la Segunda República, José Francisco Maldonado González, cuya azarosa trayectoria política le llevaría a ser el último Presidente de la República en el exilio; durante la Guerra Civil, Tineo fue ocupado por las columnas gallegas el 25 de agosto de 1936.
También sufrió las consecuencias de la Civil española, aunque afortunadamente el concejo se recuperó de manera satisfactoria convirtiéndose Tineo en un referente de todo el occidente Astur, aunque también sufrió un fuerte éxodo rural.

## Demografía
Tineo cuenta con una población de 8769 habitantes (INE 2024).
El municipio tiene una superficie de 540.83 km2 y en 2024 tenía una densidad de 16.21 hab/km2.Actualmente es el tercer concejo de Asturias que más población pierde en términos absolutos.
Los datos de la pirámide de población de 2023 se pueden resumir así:
- La población menor de 20 años es el 11,26 % del total.
- La comprendida entre 20-40 años es el 17,67 %.
- La comprendida entre 40-60 años es el 29,51 %.
- La mayor de 60 años es el 42,61 %.

| Gráfica de evolución demográfica de Tineo entre 1842 y 2021                                                         |
| |
| Población de derecho según los censos de población del INE Población de hecho según los censos de población del INE |

La población se distribuye por el concejo de forma irregular, agrupándose su mayor parte en villa de Tineo, capital del concejo y en menor grado en los núcleos parroquiales.
Evolución demográfica
La evolución de la población en el concejo desde principios del siglo XX tiene dos etapas bastante diferenciadas. El Concejo a principios del siglo XX presentaba una cota de 23 354 habitantes, esta se mantuvo prácticamente estable e invariable hasta mitad del Siglo, donde la cifra era de 21 694. Hasta esta fecha llegaría la primera etapa.
A partir de aquí tiene lugar la segunda, mucho más negativa para la vida municipal, con una constante pérdida de población, únicamente paliada en la década de los 70 gracias a la reactivación y ampliación de la central eléctrica de Soto de la Barca.
Durante esta última etapa se ha producido un reagrupamiento de la población en torno a las localidades de Tineo, Navelgas y Soto de la Barca, produciéndose el consecuente despoblamiento de las zonas del campo. En cuanto a sus estructuras demográficas hay que decir que aunque se haya producido un envejecimiento de la población, este no ha sido tan acusado como se cabría esperar, presentándose un equilibrio bastante bueno tanto en edades, como en sexos.
Así nos encontramos con las 11 801 personas en torno al año 2006 (INE 2006), como indica la gráfica y un notable aumento en la población a 13 578 habitantes en 2010 aunque, a pesar de esta leve recuperación, supone una pérdida de casi el 50% desde principios del siglo XX.

## Comunicaciones
La capital del concejo de Tineo está situada a 65,4 km de Oviedo, a 101,2 km de Gijón y a 63,8 km de Avilés. El concejo está surcado por varias carreteras de distinto orden.
Dentro de la Red Regional:
| AS-15 | Cornellana - Puerto de Cerredo |

Dentro de la Red Comarcal:
| AS-215 | Tineo - La Florida      |
| AS-216 | La Espina - Tineo       |
| AS-217 | Tineo - Pola de Allande |

Dentro de la Red Local de Primer Orden:
| AS-349 | El Crucero - Rodical                |
| AS-350 | Piedrafita - Bárcena del Monasterio |

Dentro de la Red Local de Segundo Orden:
| TI-1  | Cª de Villatresmil           |
| TI-3  | Cª del Espín                 |
| TI-4  | Murias - Bustellón           |
| TI-5  | Gera - Porciles              |
| TI-6  | Cª al Puelo                  |
| TI-7  | La Espina - Brañalonga       |
| TI-8  | Navelgas - Fastias           |
| TI-9  | Peñafolgueros - Villatresmil |
| TI-10 | Las Paniciegas - Busmeón     |
| TI-11 | Cª de Riocastiello           |

## Economía

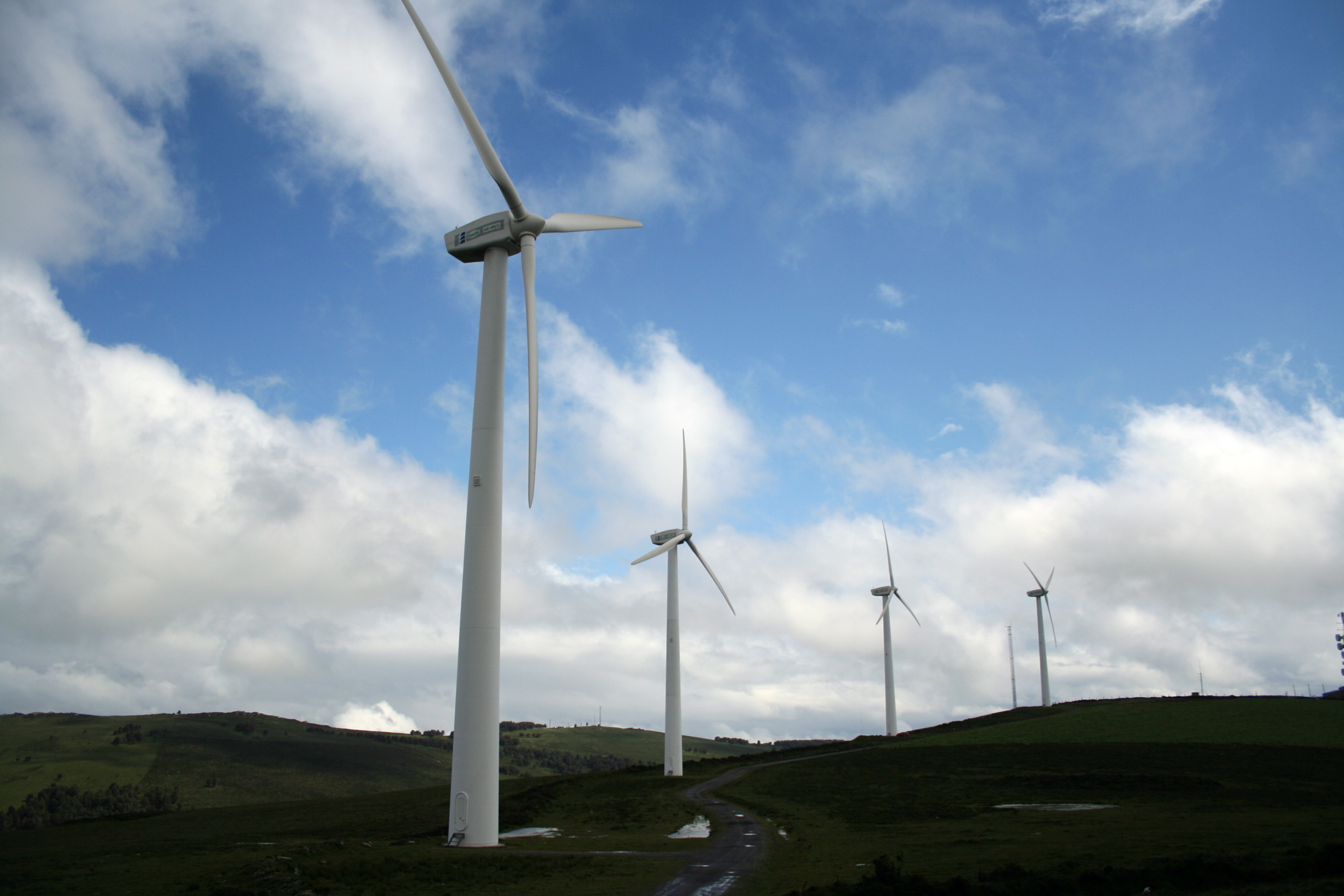
Parque eólico Picu'l Gayu (Tineo)

En el concejo de Tineo, el sector primario es el que mayor número de empleos genera, con un 54% del total. La ganadería es la principal actividad desarrollada dentro del sector, contabilizándose una mayoría de explotaciones que se dedican al ganado bovino, estando su producción claramente orientada al sector lácteo, obteniéndose una cifra de leche que gira en torno al 10% de la producción total del Principado de Asturias, también es común, aunque en menor grado, la ganadería porcina y ovina orientada al autoabastecimiento.
El sector secundario ha ido perdiendo importancia con el paso de los años, representando actualmente al 19,71% de la población. La mayor parte de los trabajos del sector se realizan en las industrias extractivas, con el Grupo Pilotuerto de Uminsa y en las generadoras de electricidad, contando el municipio con una importante minería de antracita y tres centrales eléctricas, dos hidráulicas en Posada y Calabazos, y una térmica, en Soto de la Barca. La construcción en cambio, ha sido la actividad que más ha aumentado en estos últimos tiempos, siguiendo la tónica general de toda la región, cabe destacar el complejo industrial de la Curiscada en El Crucero.
Por último tenemos un sector terciario que ocupa al 26,29% de la población activa, y que se encuentra en un continuo proceso expansivo, se concentra sobre todo en la capital del concejo La Villa de Tineo y en menor medida en la Parroquia de Navelgas. El comercio y los transportes son las ramas de actividad más representativas dentro de él.

## Símbolos
La bandera y el escudo son sus símbolos tradicionales y forman parte de su patrimonio histórico, siendo empleados a imagen de otras ciudades, en actos protocolarios, para la identificación y adorno de lugares específicos o para la validación de documentos.
Escudo
El escudo del concejo asturiano de Tineo se presenta de forma acuartelada, con la singularidad de que en el medio aparece un escudo en el que se observa un león de oro en atención al antiguo condado de Cangas y Tineo.
Bandera
La bandera de Tineo es rectangular, de un largo equivalente a 3/2 del ancho. El paño es de color rojo, y lleva, al igual que su escudo, un león rampante amarillo en el centro.

## Administración y política

### Gobierno municipal
En Tineo se produce una situación diferente a la del resto de concejos asturianos, ya que como se puede ver en la lista de alcaldes, el partido que más tiempo ha gobernado fue un partido local, Unidad Campesina de Tineo, que estuvo al frente del ayuntamiento desde 1979 a 2001, interrumpido en la legislatura 1987-1991 durante 3 años por la llegada al poder del PSOE. En 2001, gobernó el PP y desde el año 2003 hasta el 2023 lo hizo el PSOE con amplias mayorías absolutas. Tras las elecciones de 2023 se ha configurado una mayoría de los partidos de derecha en el ayuntamiento lo que provocará, veinte años después, un cambio del actual alcalde el socialista José Ramón Feito.
| Partido político    | Partido político                                                    | 1979   | 1983   | 1987   | 1991   | 1995   | 1999   | 2003   | 2007   | 2011   | 2015   | 2019   | 2023   |
| Partido político    | Partido político                                                    | Ediles | Ediles | Ediles | Ediles | Ediles | Ediles | Ediles | Ediles | Ediles | Ediles | Ediles | Ediles |
|                     | Federación Socialista Asturiana (FSA-PSOE)                          | 1      | 1      | 6      | 6      | 4      | 4      | 6      | 11     | 12     | 9      | 7      | 5      |
|                     | Alianza Popular (AP)-Partido Popular (PP)                           | 1      | 4      | 3      | 2      | 4      | 5      | 7      | 5      | 4      | 5      | 3      | 5      |
|                     | Vox                                                                 | —      | —      | —      | —      | —      | —      | —      | —      | —      | —      | 1      | 2      |
|                     | Partido Comunista de España (PCE)-Izquierda Unida (IU)              | 0      | —      | 0      | 0      | 0      | 0      | 0      | 0      | 0      | 1      | 0      | 1      |
|                     | Somos Tineo                                                         | —      | —      | —      | —      | —      | —      | —      | —      | —      | 1      | 1      | —      |
|                     | Ciudadanos (CS)                                                     | —      | —      | —      | —      | —      | —      | —      | —      | —      | 0      | 1      | —      |
|                     | Foro Asturias (FAC)                                                 | —      | —      | —      | —      | —      | —      | —      | —      | 1      | 1      | 0      | —      |
|                     | Unión de Centro Democrático (UCD)-Centro Democrático y Social (CDS) | 5      | 2      | 3      | 0      | —      | —      | —      | —      | —      | —      | —      | —      |
|                     | Unión Campesina de Tineo (UCT)                                      | 6      | 14     | 5      | 9      | 9      | 5      | 3      | —      | —      | —      | —      | —      |
|                     | Unión Renovadora Asturiana (URAS)                                   | —      | —      | —      | —      | —      | 2      | 0      | —      | —      | 1      | —      | —      |
|                     | Partíu Asturianista (PAS)                                           | —      | —      | —      | —      | —      | 1      | 0      | —      | —      | URAS   | —      | —      |
|                     | Agrupación Tinetense Independiente (ATI)                            | —      | —      | —      | —      | —      | —      | 1      | —      | —      | —      | —      | —      |
|                     | Candidaturas independientes                                         | 8      | —      | —      | —      | —      | —      | —      | —      | —      | —      | —      | —      |
| Total de concejales | Total de concejales                                                 | 21     | 21     | 17     | 17     | 17     | 17     | 17     | 17     | 17     | 17     | 13     | 13     |

### Organización territorial
El concejo de Tineo está formado por 44 parroquias:
- Arganza
- El Baradal
- La Barca
- Bárcena del Monasterio
- Borres
- Brañalonga
- Bustiello
- Calleras
- Cerredo
- Cezures
- Collada
- Fastias
- Francos
- Genestaza
- Merillés
- Miño
- Muñalén
- Naraval
- Navelgas
- Nieres
- Obona
- El Pedregal
- La Pereda
- Ponte
- Porciles
- Pozón
- Relamiego
- Rellanos
- El Rodical
- San Facundo
- San Félix
- San Fructuoso
- San Martín de Semproniana
- Sangoñedo
- Santa Eulalia
- Santianes
- Sobrado
- Sorriba
- Tablado
- Tineo
- Troncedo
- Tuña
- Villatresmil
- Zardaín

Tineo cuenta con alrededor de 340 pueblos en su territorio, de los cuales prácticamente la mitad están destinados a la desaparición por el abandono de las tierras y la escasez de habitantes.
Históricamente, el Concejo de Tineo está formado por cuatro "cuartos": el Cuarto de la Riera, el Cuarto de Mirallo, el Cuarto de Tineo y el Cuarto de los Valles.

## Cultura

### Arte

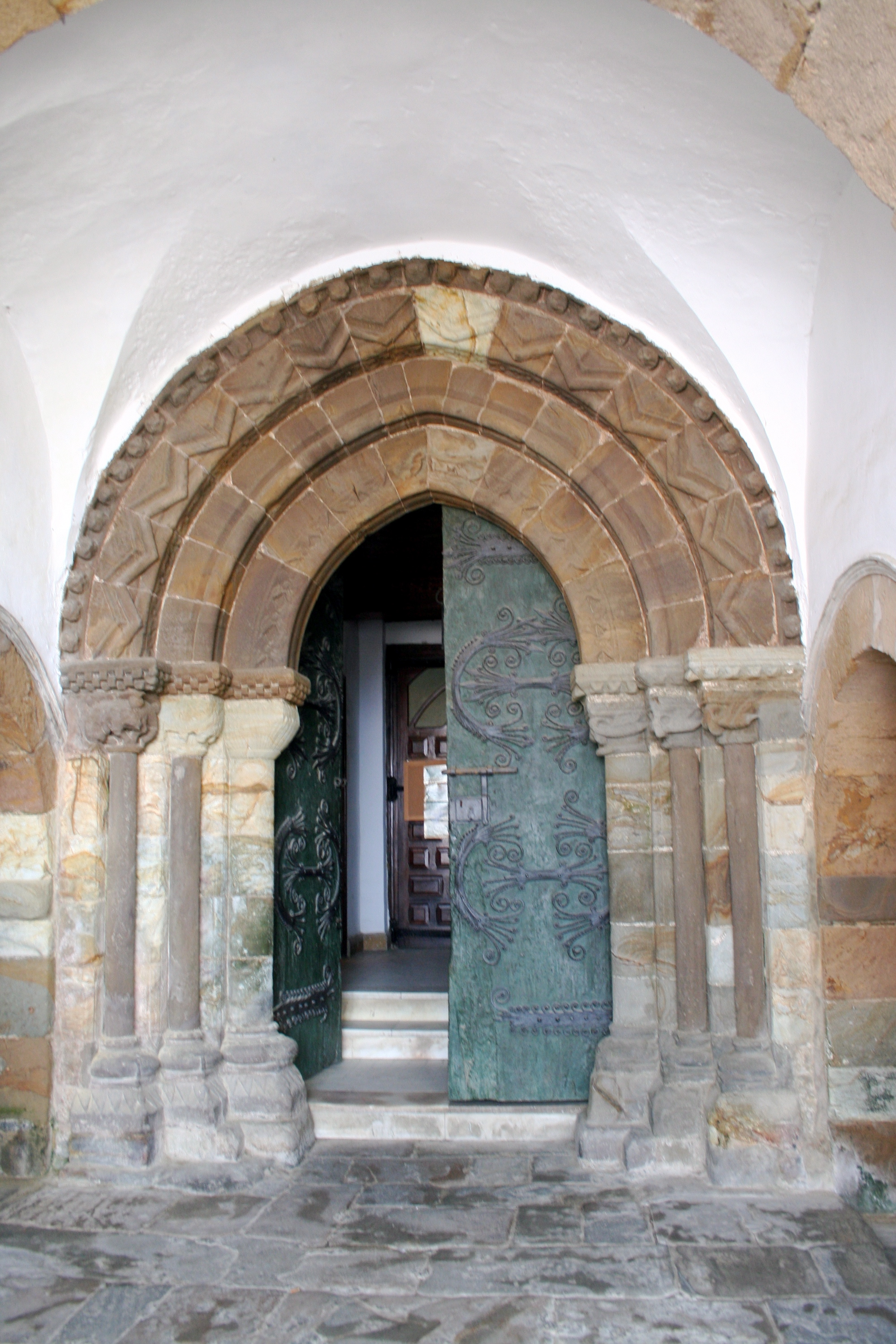
Entrada a la iglesia que alberga el museo de Arte Sacro de Tineo

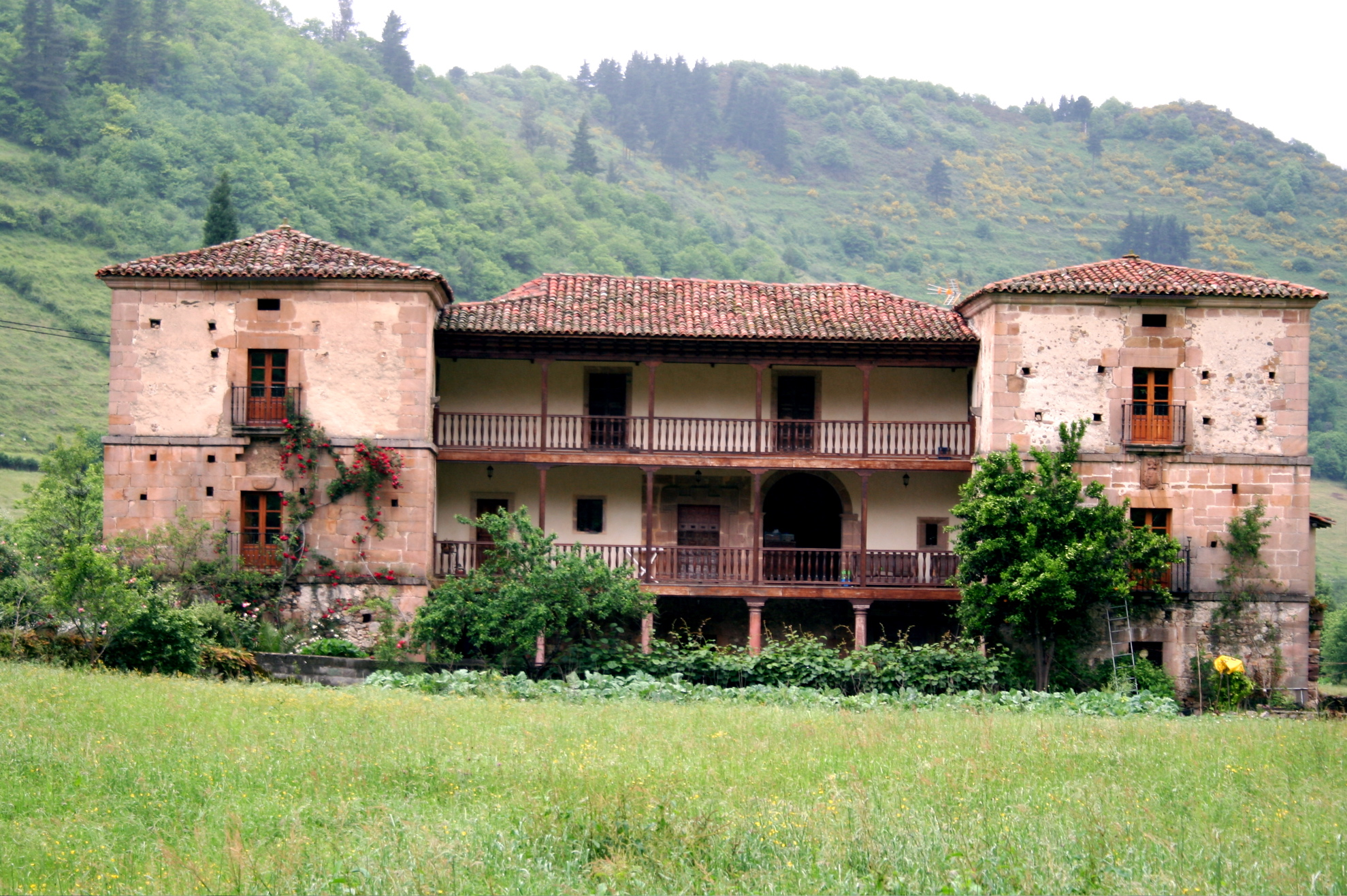
Palacio del Cabo el Río

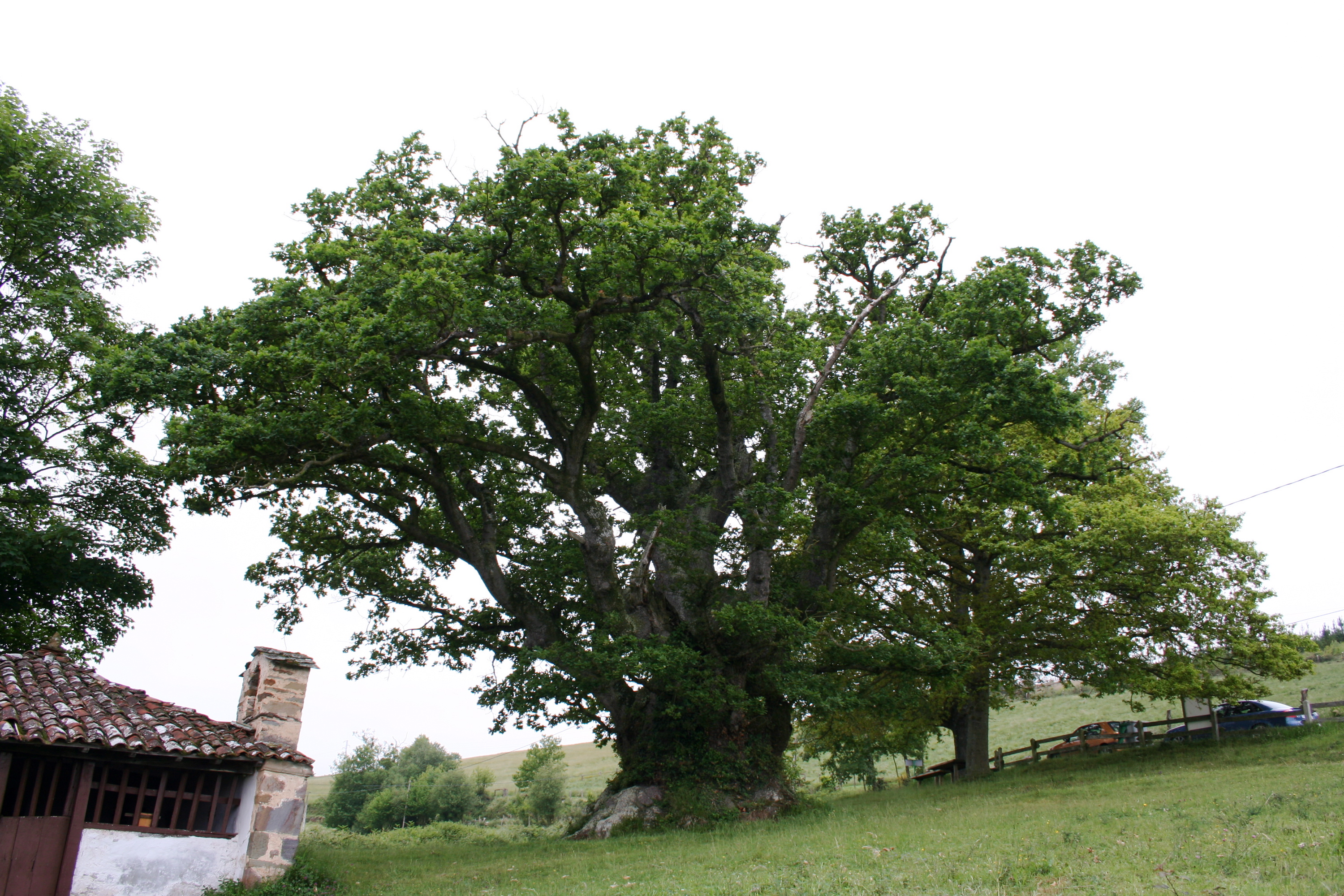
Carbayón de Valentín

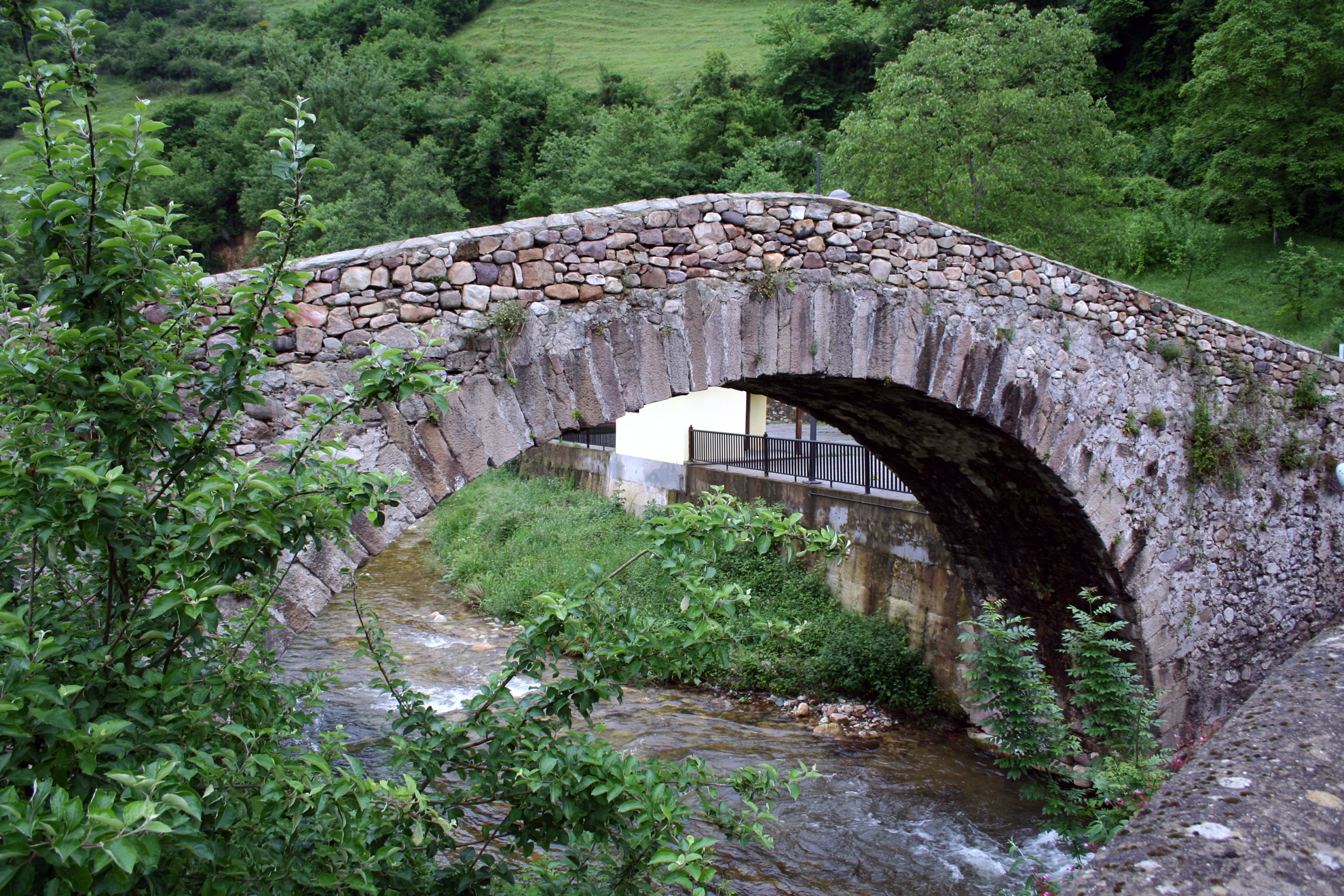
Puente de Carral

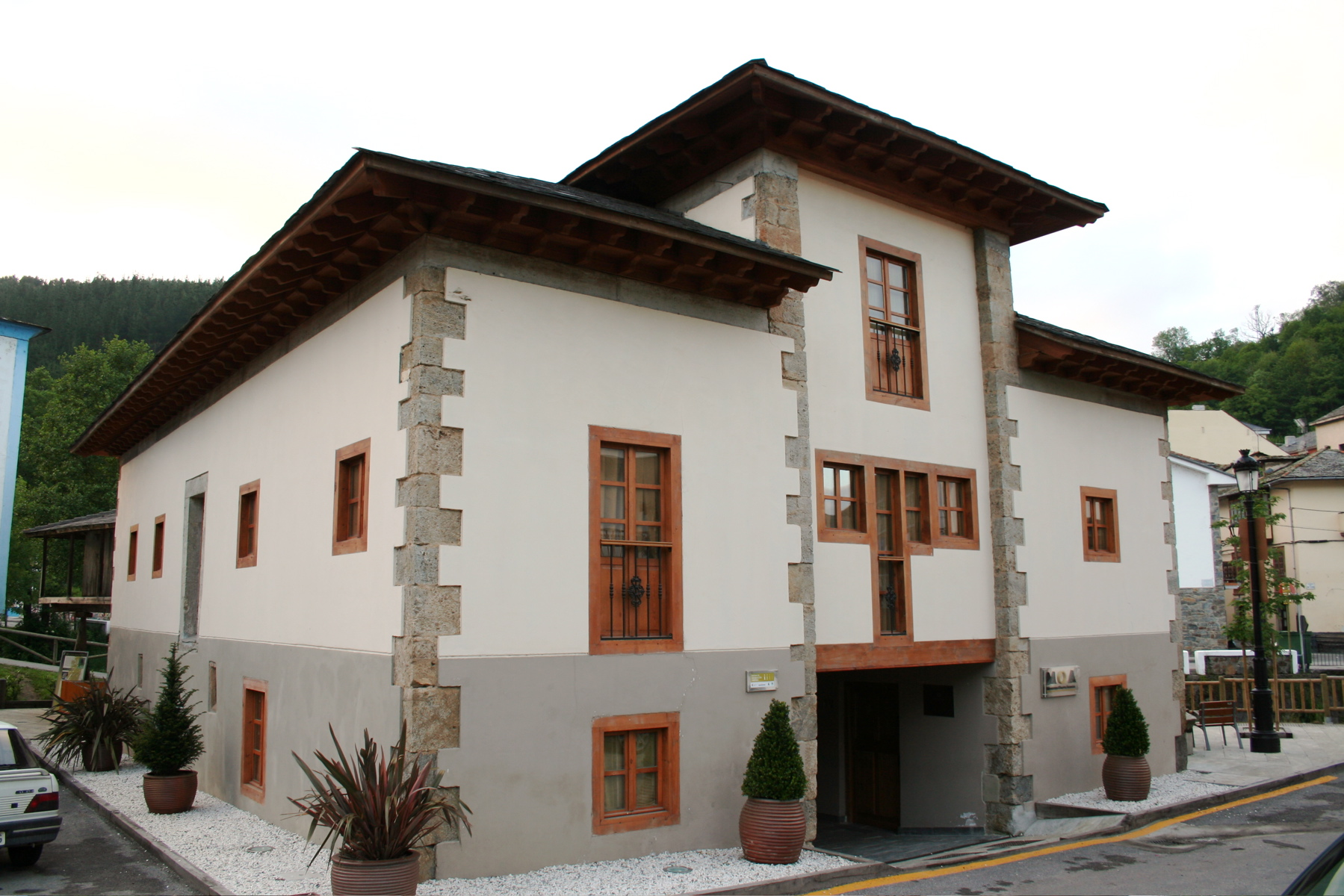
Museo del oro

Tineo se caracteriza por tener multitud de elementos arquitectónicos de interés, mostrándonos una gran diversidad de estilos y de construcciones. De este modo y dentro de la arquitectura religiosa, tenemos en la capital la iglesia parroquial de San Pedro, antiguo templo conventual de San Francisco cuya construcción data de finales del siglo XIII. Conserva de entonces antiguos sepulcros, la portada de acceso, el arco de triunfo y restos de una torre románica.
En Obona podemos encontrar los antiguos restos del monasterio y la iglesia de Santa María la Real, construido supuestamente por orden de Adelgaster, hijo del rey Silo en el 780. Los únicos restos que todavía se conservan del monasterio, pertenecen a una reforma efectuada en el siglo XVIII y corresponden en su mayor parte a la arquería del claustro y a una parte de la planta alta. La iglesia está estructurada en tres naves con ábsides semicirculares y portada de los pies con arco aboquillado. En el muro del Evangelio hay una inscripción que allí reposan los restos de los fundadores del monasterio.
Otra construcción de gran relieve la constituye La Iglesia parroquial de San Miguel de Bárcena. Fundado en el 973 por el bisabuelo del conde Piniolo, fundador del monasterio de Corias. De su construcción original sólo conserva una ventana en arco con columna en medio en su parte oriental y dos portadas de ingreso, una a los pies y otra en la zona sur, fruto de una posterior reforma. Interiormente está estructurada en una única nave. El arco triunfal está sostenido sobre cuatro columnas coronadas por extraordinarios capiteles.
De los demás templos diseminados por Tineo nombraremos también los de San Esteban en Ralamiego, de estilo románico, y que tiene gran importancia por su antigua construcción y los componentes arquitectónicos que aglutina. En Tuña tenemos la iglesia parroquial que cuenta con un retablo del siglo XVII. Así mismo encontramos la capilla de la Magdalena en Bustoburniego, la Iglesia de los Santos Justo y Pastor en Pedregal y la de Santo Tomás en La Pereda.
De las edificaciones palaciegas y civiles hablaremos del palacio de la familia García de Tineo y Maldonado, de época medieval y que presenta una torre cilíndrica, actual casa de la cultura. Otro palacio que encontramos en la capital es el de Meras, fundado en 1525, y que presenta dos torres y un bonito patio interior. En la calle mayor todavía se conservan algunos restos del antiguo hospital del Corpus Christi.
Ya saliéndonos de la capital vemos en Santianes el Palacio Queipo de Llano, construido entre los siglos XVI y XVIII y que presentaba dos torreones, un patio interior y una capilla con un retablo barroco de importancia.
En Rozadiella nos encontramos con el Palacio de Omaña erigido por la familia Omaña en 1649, partiendo de una torre ya destruida. Presenta una fachada barroca con escudo y dos escalinatas monumentales. También conserva una iglesia con tres excelentes retablos y un sepulcro con estatua dedicada al fundador del edificio.
La localidad de Tuña conserva varias construcciones destacadas como el Palacio de Cabo el Río del siglo XVII-XVIII, el de Ferrería, del XVIII, construido partir de una torre medieval, la Casa de la Torre y la casa natal del general Riego del siglo XVIII, y que es Monumento Histórico-Artístico. Por último, nombraremos otras casonas y palacios de mención como los de Coto Maldonado en La mortera, el de Francos–Flórez en Arganda y la Casona de Fernández Capalleja en Navelgas.

### Gastronomía
Entre sus productos culinarios destaca el chosco (embutido de cerdo hecho a base de lomo y lengua), del que se celebran unas jornadas gastronómicas anuales que suelen ser la 1.ª semana de agosto, aunque también se celebran a lo largo del año gran variedad de jornadas gastronómicas más, dedicadas a los productos de la zona y comida típica como el "pote de berzas" o el amagüesto (castañas asadas) que todos los años organiza la asociación de mujeres "El Aquelarre". Otros productos típicos son los chorizos y las morcillas de Tineo, que junto al mencionado chosco se exportan a todo el territorio español. Ya por último también comentar un famoso postre que, pese a no ser propio de la zona, es muy conocido gracias a la pastelería más famosa del concejo. Se trata de las milhojas de la pastelería "El Fontán de Tineo".

### Fiestas y celebraciones
En Tineo todas las parroquias y varios pueblos celebran generalmente en verano su propia fiesta dedicada a algún santo normalmente, se componen de distintos actos folclóricos, lúdicos, deportivos y gastronómicos, que hacen que estas sean muy concurridas y amenas. Dentro de todas las festividades hay una declarada de interés turístico nacional, que es la Vaqueirada, celebrada el último domingo de julio en Aristébano y en la cual se celebra una boda vaqueira muy singular.
Las fiestas patronales se celebran el 29 de junio, coincidiendo con la festividad de San Pedro que es el patrono de la Villa.
En julio son las fiestas del Apóstol Santiago en Fastias, y en varios pueblos secundarios, El Carmen en Santianes y Genestaza y el Festival de la Lana en Tuña. Y ya en agosto las de la Virgen de la Caridad en Navelgas y las Fiesta de los pueblos de Asturias en Navelgas.
Las fiestas grandes de Tineo son las fiestas de San Roque (del 12 al 18 de agosto), que fueron declaradas de interés turístico regional en 1990, y giran en gran medida en torno al Campo de San Roque (en donde el día 15 se celebra el día del bollo).
El día 12 se realiza la presentación de las peñas en la plaza del ayuntamiento, realizando después de dicha presentación una pequeña peregrinación a pie por parte de las mismas, y acompañados de un carro tirado por una pareja de bueyes que transporta una barrica de sidra y una charanga que ameniza el trayecto hasta el Campo de San Roque, donde se celebra una cena multitudinaria que suele durar hasta altas horas de la madrugada.
El día 15, en torno al mediodía, se realiza en el Campo de San Roque el tradicional reparto del bollo preñao y vino, continuando la fiesta durante todo el día y toda la noche amenizada con grandes orquestas.
El día 16 sobre el mediodía, se celebra una misa en honor de san Roque en la capilla que da nombre a dicho campo. Acto seguido, los romeros se disponen a degustar sus meriendas hechas con las mejores viandas, al son de las gaitas y tambores. También se celebra el concurso de baile regional, el campeonato de bolos de Tineo, el campeonato de Tiro de pistola, así como diversos torneos de Fútbol sala y de campo. A las doce de la noche, se procede al sorteo de la "xata" (ternera roxa de la raza Asturiana de los valles).
El día 18 tiene lugar el desfile de carrozas, y en torno a las 12 de la noche la descarga de fuegos artificiales, que marcan la recta final de las fiestas, tocando a su fin con las tradicionales sopas de ajo que se pueden degustar en bares y restaurantes a partir de las 4 de la madrugada.
Otro tipo de fiestas importantes en el concejo son las conocidas "fiestas de prao". La más conocida y famosa es la Fiesta de Anzas, celebrada en Sabadel de Troncedo, donde participan los pueblos Anzas, Sabadel de Troncedo, Villapró y Troncedo, y en la que suelen coincidir una 900 personas. Otras fiestas de este estilo son la Fiesta de Calleras, la Fiesta de Muñalén o la Fiesta de Villaluz.
La segunda semana de septiembre se celebra el evento deportivo Tineo Granfondo, puntuable dentro del circuito de cicloturismo "Asturias challenge"  el cual tiene dos etapas con salida y meta en el centro de la villa, logra atraer a centenares de participantes. 
- En el mes de septiembre, fiestas de la Trashumancia en La casa del puerto.

### Turismo
El turismo en el concejo se concentra principalmente en la villa de Tineo y en Navelgas.
- Navelgas: La principal fuente de turismo en navelgas se da gracias al museo del oro y a las actividades de bateo del oro, también a sus fiestas a finales de agosto.
- Tineo: El turismo en Tineo aumenta considerablemente durante el verano y también en la primavera durante la feria muestras de Tineo una feria muy variada pero principalmente agrícola, y por el verano durante la feria del chosco y las fiestas de San Roque.

Por supuesto diversos pueblos como Tuña también hay un poco de turismo debido al Festival de la lana y a sus fiestas del Carmen.